# 打样机
打样机以印刷的原理、尽可能使用印刷时采用的纸张、油墨、印版，以尽可能与印刷条件相似的印刷条件印刷样张供客户校对、审核的印刷设备。
胶印打样机是专门用于胶印打印的设备，其与印刷机的不同在于它采用的是圆压平印刷方式（而印刷机为圆压圆印刷）；没有输纸和收纸设备。打样机上的供水、供墨机构远不如印刷机那么完善，所以在水墨平衡、网点再现、图像层次等方面，打样样张和印刷品会有一定的差距。
在采用数码打样后，打样机已经与印刷设备在各个方面有很大的差异，包括使用的印刷材料和印刷条件。

## 包装
包装打样机，运用于包装，彩印，彩盒行业，进行打样和小批量生产。 
可以对瓦楞纸，卡纸，灰板纸等材料进行切全穿，半穿，虚线，和压折现等操作。
相比于原始的手工打样，节省时间，精度更高，刀模打样，节省刀模费用。 